# Drapeau de la république socialiste soviétique d'Arménie

Le drapeau de la RSS d'Arménie

Le drapeau de la république socialiste soviétique d'Arménie a été adoptée le 17 décembre 1952 par le gouvernement de la république socialiste soviétique d'Arménie. Il était composé de trois bandes horizontales : rouge en haut, bleu au milieu et orange foncé en bas. La bande bleue était plus étroite que les deux autres. La forme et les couleurs devaient rappeler le drapeau arménien historique mais la couleur orange d'origine fut foncée pour devenir quasiment rouge, la bande bleue visible au minimum et le marteau et la faucille ajoutés dans le coin supérieur gauche.
Le premier drapeau de la république socialiste soviétique d'Arménie a été introduit dans la constitution et accepté le 2 février 1922 par le premier Congrès des Soviets de la république socialiste soviétique d'Arménie. Il était rouge avec les caractères cyrilliques ССРА (RSSA) dans le coin supérieur gauche. Ce premier drapeau n'exista que pendant un mois car le 12 mars, les RSS d'Arménie, de Géorgie et d'Azerbaïdjan sont réunies dans la nouvelle RSFS de Transcaucasie (RSFST). Elle sera finalement redivisée en 1936 en ces trois républiques.
Entre 1936 et 1952, le drapeau est rouge avec le marteau et la faucille d'or dans le coin supérieur gauche. Les caractères arméniens ՀՍՍՌ (HSSR pour Haykakan Sovetakan Sotsialistakan Respublika) étaient en or sous la faucille et le marteau.

Drapeau de l'Arménie de février à mars 1922.
Drapeau de l'Arménie de 1936 à 1940.
Drapeau de l'Arménie de 1940 à 1952.